# Luzifers Hammer
Luzifers Hammer (eng. Originaltitel: Lucifer’s Hammer) ist ein Roman der Autoren Jerry Pournelle und Larry Niven, der im Jahr 1977 erschienen ist.

## Handlung
Die Handlung schildert (erstmals im Rahmen eines Romans) realitätsnah den Untergang der modernen Zivilisation durch den Impakt eines fiktiven Kometen.
Als zwei Amateurastronomen den neuen Kometen Hamner-Brown entdecken, geht man zunächst davon aus, dass der Erde keine Gefahr droht. Wenige Monate später zerbricht der Komet und die Trümmer stürzen auf die Erde, man spricht in Verballhornung seines Namens vom „Hammerfall“. Es kommt zu gigantischen Flutwellen, Erdbeben und Klimaveränderungen.
Für die Überlebenden beginnt ein neues Zeitalter, geprägt vom Kampf ums Überleben und dem Versuch, die Zivilisation neu aufzubauen.

## Rezeption
- Luzifers Hammer war 1978 für den Hugo Award nominiert.[1]
- In einer der unterschiedlichen Handlungsebenen taucht eine Nebenfigur auf, die David Brin dazu anregte, den Roman Postman zu schreiben. Die meisten Besonderheiten dieser Figur sind in Luzifers Hammer bereits deutlich erkennbar.

## Weblink
- Buchkritik bei „Treffpunkt:Kritik“ mit Inhaltsangabe